# Troy Daniels
Troy Daniels (ur. 15 lipca 1991 w Roanoke) – amerykański koszykarz, występujący na pozycji obrońcy.
12 lipca 2016 został pozyskany przez Memphis Grizzlies na zasadzie "sign-and-trade" od Charlotte Hornets. 22 września 2017 trafił w wyniku wymiany do Phoenix Suns.
7 lipca 2019 został zawodnikiem Los Angeles Lakers. 2 marca 2020 został zwolniony. Trzy dni później dołączył do Denver Nuggets.

## Osiągnięcia
Stan na 26 listopada 2020, na podstawie, o ile nie zaznaczono inaczej.
NCAA
- Uczestnik rozgrywek:
  - Final Four turnieju NCAA (2011)
  - rundy 32 turnieju NCAA (2011–2013)
  - meczu gwiazd NCAA – Reese's College All-Star Game (2013)
- Mistrz turnieju konferencji Atlantic 10 (2012)

D-League
- Zaliczony do: 
  - I składu D-League Showcase (2014)
  - II składu debiutantów D-League (2014)
  - III składu D-League (2014)
- Uczestnik:
  - NBA D-League All-Star Game (2014)
  - konkursu rzutów za 3 punkty podczas weekendu gwiazd NBA D-League (2014)